# Veselí (Pavlov)
Veselí (německy Wesseln) je malá vesnice, část obce Pavlov v okrese Šumperk. Nachází se asi 2,5 km na jihozápad od Pavlova. Prochází zde silnice II/644. V roce 2009 zde bylo evidováno 49 adres. V roce 2001 zde trvale žilo 86 obyvatel.
Veselí leží v katastrálním území Veselí u Mohelnice o rozloze 4,83 km2 a Vacetín o rozloze 1,18 km2.

## Galerie

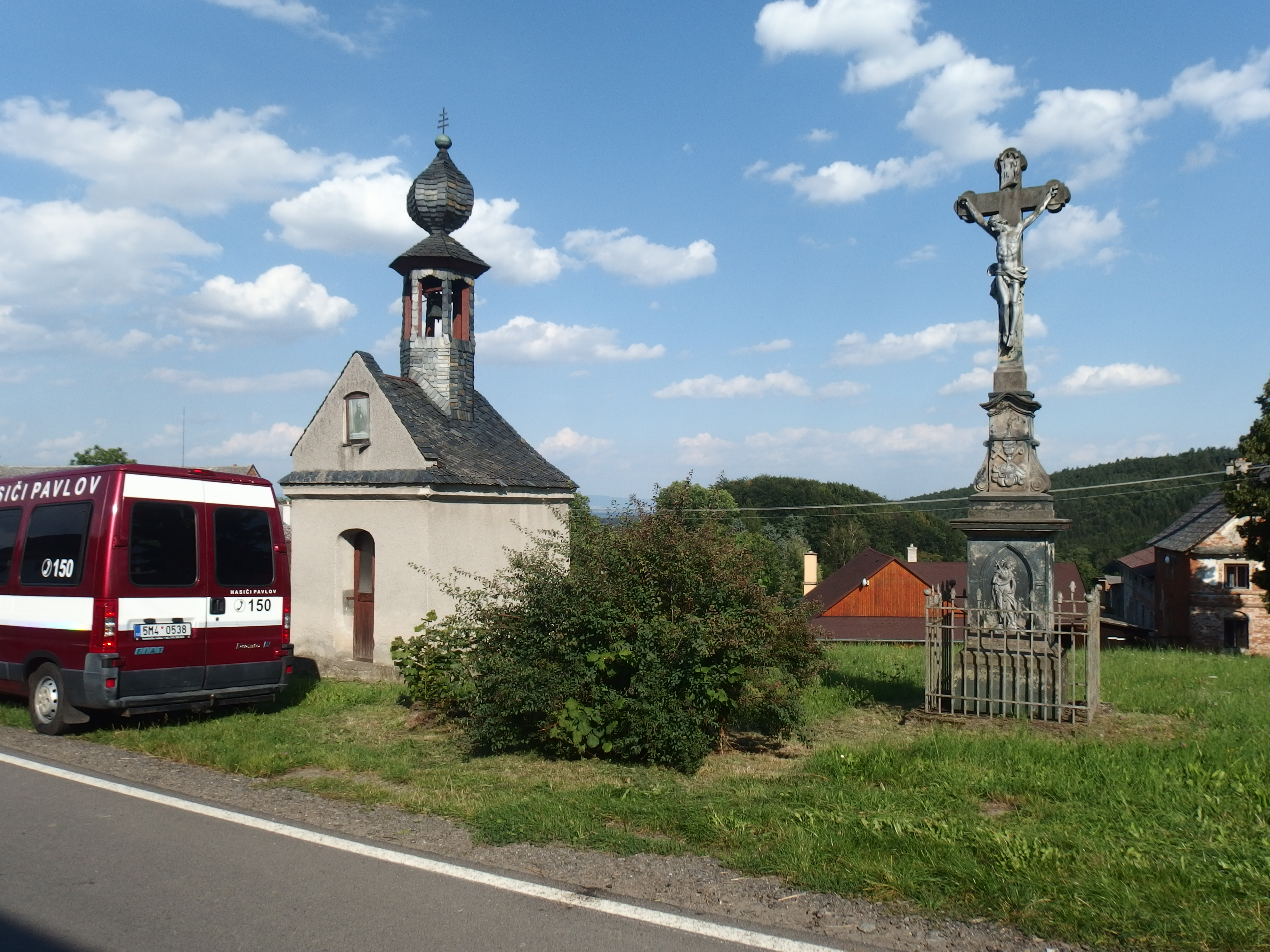
Kaple a kříž na návsi
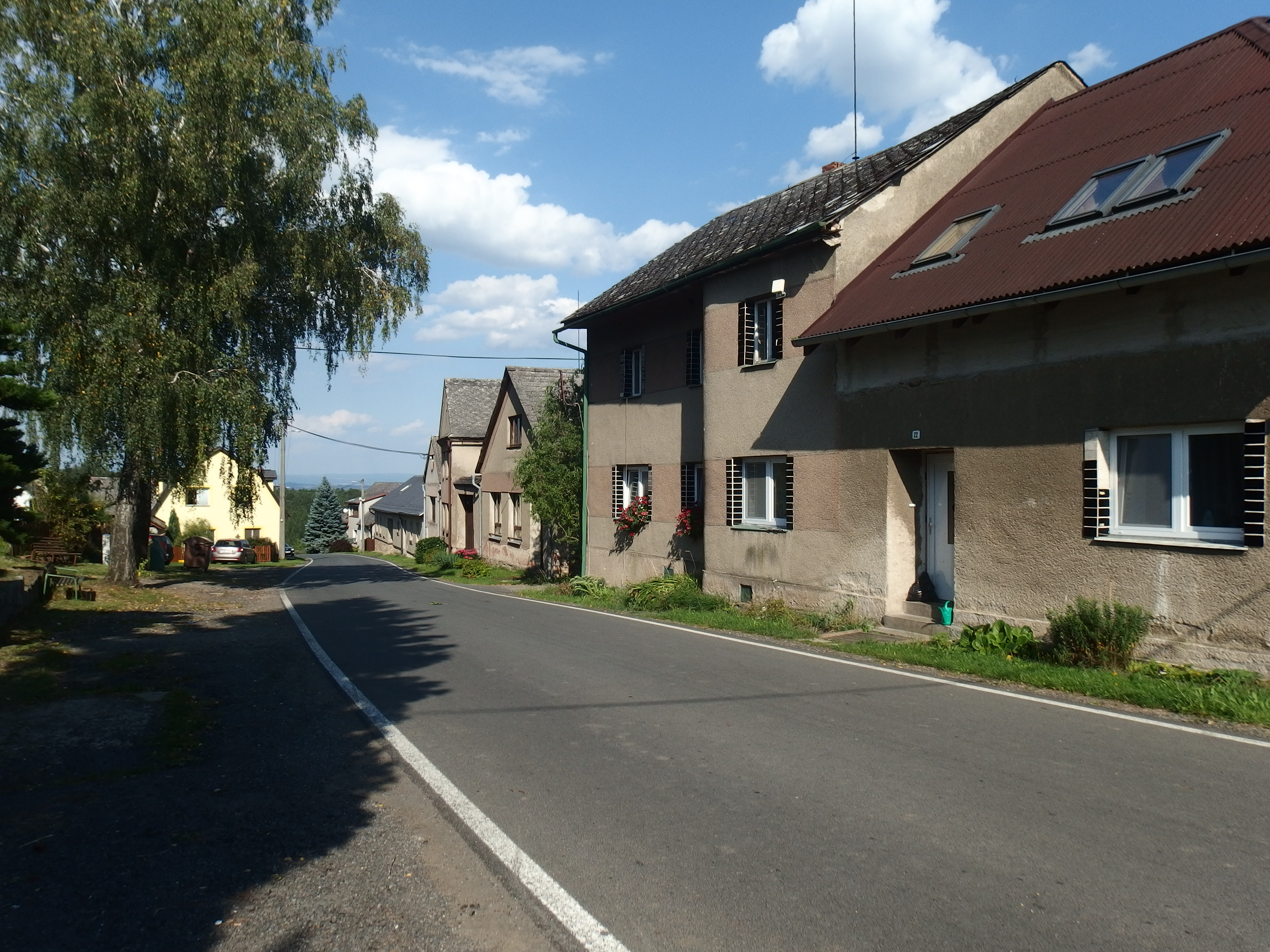
Ulice, směr Mohelnice
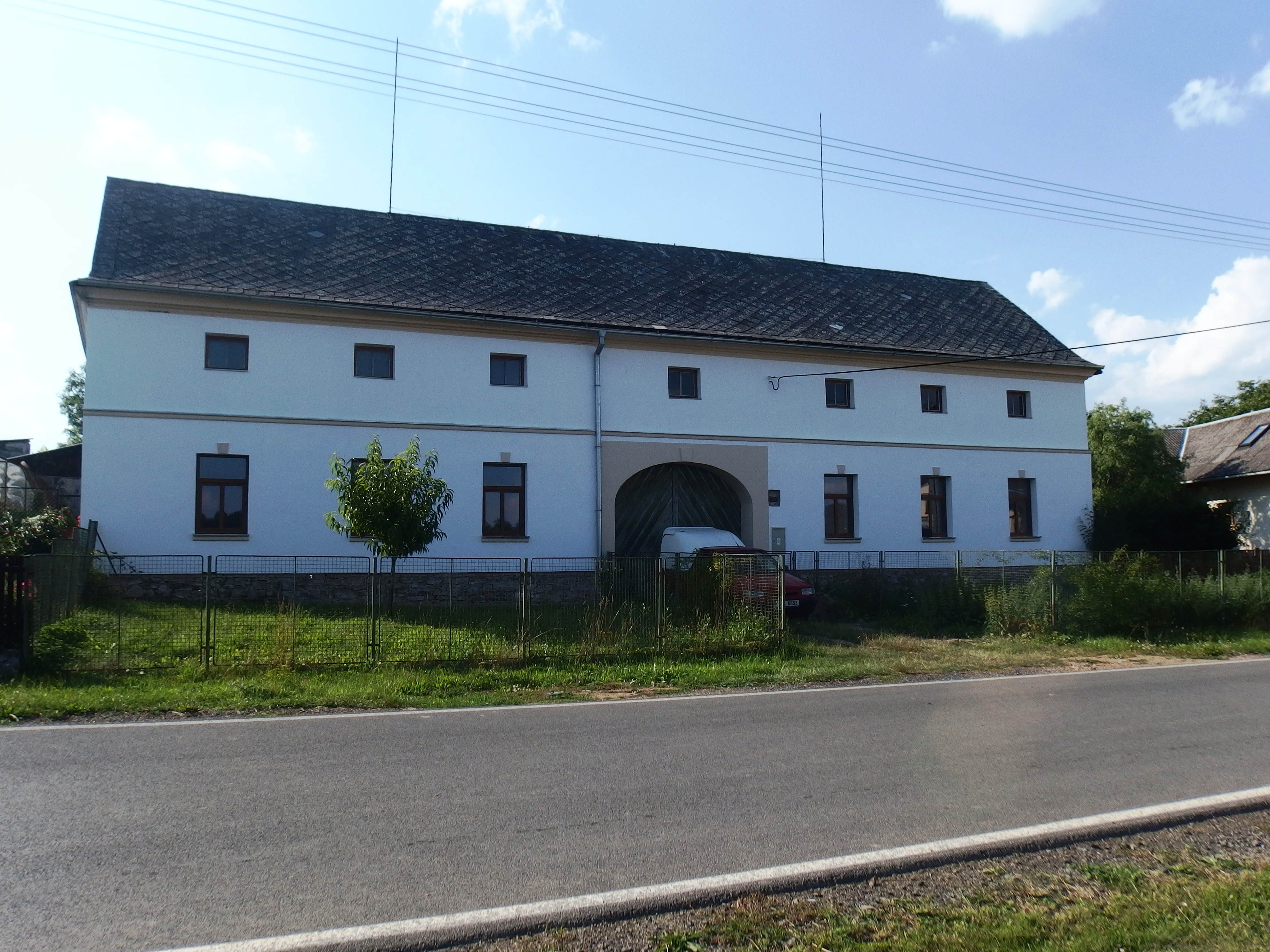
Zrekonstruovaný dům č. p. 4
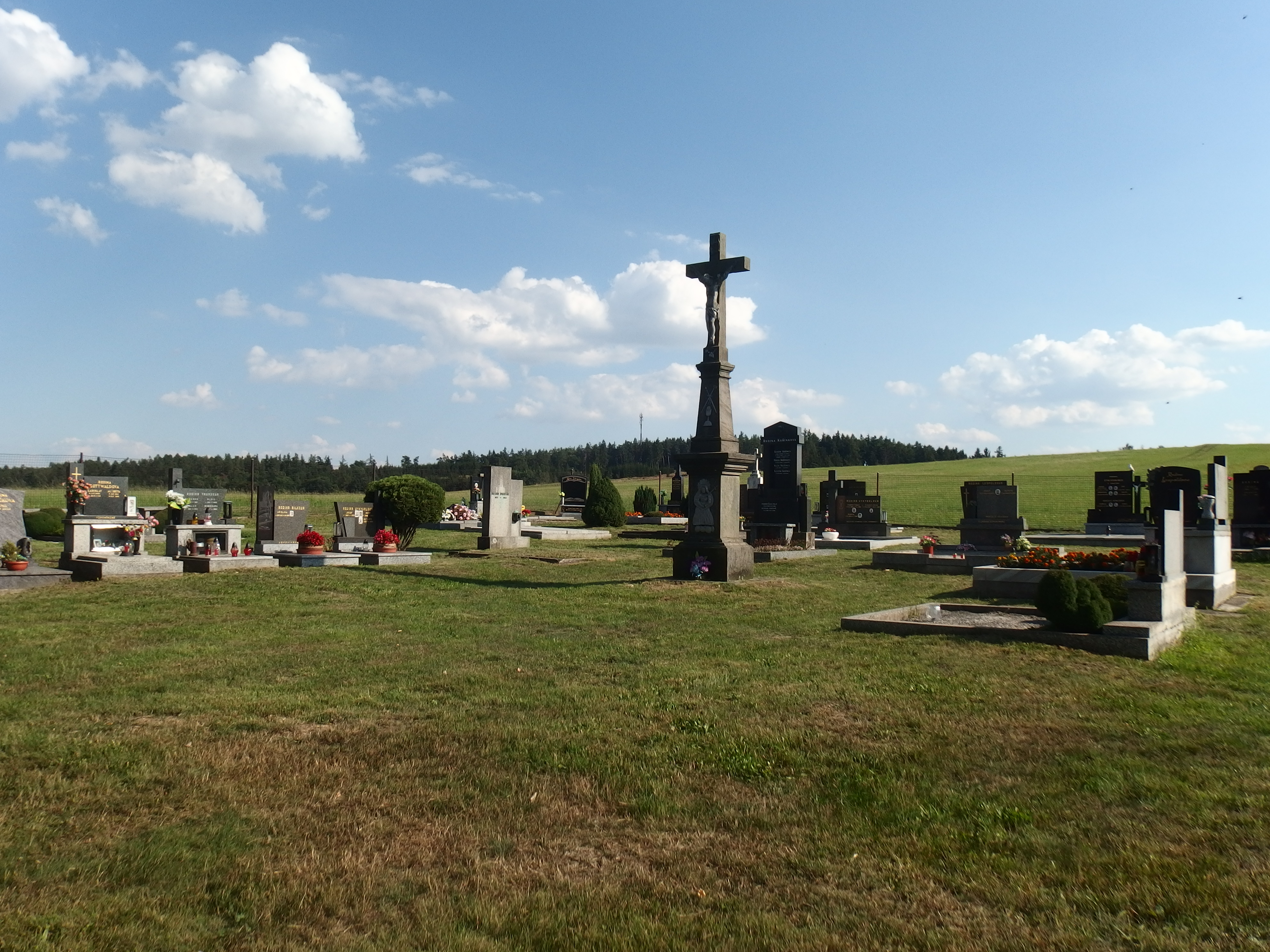
Hřbitov